# نوئوا تلتن
نوئوا تلتن (به اسپانیایی: Nueva Toltén) یک شهرک در شیلی است که در تلتن واقع شده‌است. نوئوا تلتن ۱۱٬۲۱۶ نفر جمعیت دارد و ۱۰ متر بالاتر از سطح دریا واقع شده‌است.